# Leucania brandti
Leucania brandti är en fjärilsart som beskrevs av Charles Boursin 1963. Leucania brandti ingår i släktet Leucania och familjen nattflyn. Inga underarter finns listade i Catalogue of Life.